# Chandpur
Chandpur é uma cidade e um município no distrito de Bijnor, no estado indiano de Uttar Pradesh.

## Geografia
Chandpur está localizada a 25° 54′ N, 84° 20′ L. Tem uma altitude média de 51 metros (167 pés).

## Demografia
Segundo o censo de 2001, Chandpur tinha uma população de 68,359 habitantes. Os indivíduos do sexo masculino constituem 53% da população e os do sexo feminino 47%. Chandpur tem uma taxa de literacia de 52%, inferior à média nacional de 59.5%; a literacia no sexo masculino é de 57% e no sexo feminino é de 47%. 16% da população está abaixo dos 6 anos de idade.